# Therasia traversi
Therasia traversi är en snäckart som först beskrevs av E.A. Smith 1884.  Therasia traversi ingår i släktet Therasia och familjen Charopidae. Inga underarter finns listade i Catalogue of Life.